# Buellia aeruginosa
Buellia aeruginosa är en lavart som beskrevs av A. Nordin, Owe-Larsson & Elix. Buellia aeruginosa ingår i släktet Buellia och familjen Physciaceae.   Inga underarter finns listade i Catalogue of Life.